# 木内レイコ
木内 レイコ（きうち レイコ、1968年7月10日 - ）は、日本の女性声優。東京都出身。フリー。旧芸名は木内レイ子。
代表作に『デジモンアドベンチャー02』（本宮大輔）、『冒険王ビィト』シリーズ（ビィト）など。

## 略歴
東映アカデミー青年部本科卒業。
かつては東映アカデミー、紅屋25時（2001年 - 2002年）、賢プロダクション（2003年 - 2019年）に所属していた。

## 人物
特技は英語、歌唱。

## 出演
太字はメインキャラクター。

### テレビアニメ
1997年
- 夢のクレヨン王国（月の子兄弟、男の子、クジャクの子供、ピリカラ、薪売りの少年 他）

1999年
- おジャ魔女どれみ（1999年 - 2002年、杉山豊和、マジョリン、テキパキ、佐藤なつみ、マジョサリバン 他） - 4シリーズ
- デジモンアドベンチャー（コロモン）
- HUNTER×HUNTER（第1作）（カナリア）

2000年
- デジモンアドベンチャー02（本宮大輔、ホイ三兄弟三男、アンナ、ゴツモン / モノクロモン、大輔の息子）
- ドキドキ♡伝説 魔法陣グルグル（スエラ〈少女〉 / 運命の女神）

2001年
- テニスの王子様（ケビン・スミス）

2002年
- キン肉マンII世（2002年 - 2006年、たまき） - 3シリーズ
- GetBackers-奪還屋-（マミタン、男の子、女達、少年）
- 砂漠の海賊!キャプテンクッパ（村のおばさん）
- 十二国記（町人）
- 電光超特急ヒカリアン（おかみ）

2003年
- 明日のナージャ（ケンノスケ・ツルギ、ショコラ）
- ダイバージェンス・イヴ（ライアー）
- 釣りバカ日誌（浅川哲也）
- DEAR BOYS（聖亜6番）
- 鋼の錬金術師（2003年 - 2004年、薬屋店主、息子）
- ボボボーボ・ボーボボ（2003年 - 2005年、ボーボボ〈少年時代〉、パッチボボ）
- ONE PIECE（2003年 - 2016年、ホーリー、少年ワイパー、ジュエリー・ボニー）

2004年
- サムライチャンプルー（占い師、お婆さん、お滝）
- 光と水のダフネ（中村航汰）
- 双恋（小坂敬介）
- ふたりはプリキュア（キリヤ）
- BLEACH（阿散井恋次〈少年時代〉）
- 冒険王ビィト（2004年 - 2006年、ビィト） - 2シリーズ
- みさきクロニクル〜ダイバージェンス・イヴ〜（ライアー）
- 妄想代理人

2005年
- ガイキング LEGEND OF DAIKU-MARYU（2005年 - 2006年、ピュリア）
- かみちゅ!（タイヤの神）
- 甲虫王者ムシキング 森の民の伝説（チョーク）
- これが私の御主人様（中林母）
- MAJOR 1st season（夏目翔太）
- 雪の女王（イエンス）

2006年
- シムーン（アヌビトゥフ）
- 出ましたっ!パワパフガールズZ（伸一、ブリック）
- 祝!(ハピ☆ラキ)ビックリマン（2006年 - 2007年、聖光ゲンキ）

2007年
- おおきく振りかぶって（2007年 - 2010年、泉恵子） - 2シリーズ
- クレヨンしんちゃん（男児A）
- ゲゲゲの鬼太郎（第5作）（2007年 - 2008年、釜鳴り、健司）

2008年
- ミチコとハッチン（女）

2010年
- ハートキャッチプリキュア!（三浦あきら）

2012年
- デジモンクロスウォーズ 〜時を駆ける少年ハンターたち〜（本宮大輔）

2018年
- ONE PIECE エピソードオブ空島（少年ワイパー）

### 劇場アニメ
2000年
- 映画 おジャ魔女どれみ♯（杉山豊和）
- デジモンアドベンチャー02 前編・後編（本宮大輔）

2001年
- デジモンアドベンチャー02 ディアボロモンの逆襲（本宮大輔）

2002年
- キン肉マンII世 マッスル人参争奪! 超人大戦争（たまき）

2004年
- 犬夜叉 紅蓮の蓬莱島（緑）
- 劇場版 金色のガッシュベル!! 101番目の魔物（魔界小学校の生徒）

2007年
- 映画 Yes!プリキュア5 鏡の国のミラクル大冒険!（ダークアクア）

2008年
- 劇場版MAJOR メジャー 友情の一球（夏目翔太）

### OVA
- ストリートファイターZERO - THE ANIMATION -（2000年、シュン）
- おジャ魔女どれみナ・イ・ショ（2004年、杉山豊和）

### Webアニメ
- リーンの翼（2005年、フルッスル・コズ）

### ゲーム
2001年
- デジモンテイマーズ バトルエボリューション（本宮大輔）
- ハリー・ポッターと賢者の石（ドラコ・マルフォイ）

2002年
- アンリミテッド:サガ（ノース、ファー）
- ハリー・ポッターと秘密の部屋（ドラコ・マルフォイ）

2004年
- 幻想水滸伝IV（キカ）
- ハリー・ポッターとアズカバンの囚人（ドラコ・マルフォイ）
- Halo 2（ミランダ・キース中佐）

2005年
- Rhapsodia（キカ）
- 状況開始っ!（青江妙子）
- ランブルローズ（アイーシャ、シスターA）

2010年
- デジモンクロスウォーズ 超デジカ大戦（本宮大輔）
- ONE PIECE ギガントバトル!（ジュエリー・ボニー）

2011年
- ONE PIECE ギガントバトル! 2 新世界（ジュエリー・ボニー）
- ONE PIECE ワンピーベリーマッチW（ジュエリー・ボニー）

2012年
- GRAVITY DAZE/重力的眩暈:上層への帰還において彼女の内宇宙に生じた摂動（ユジ、ザザ）

2014年
- ONE PIECE 超グランドバトル! X（ジュエリー・ボニー）

2015年
- ONE PIECE ワンピースキングス（ジュエリー・ボニー）

2017年
- GRAVITY DAZE 2/重力的眩暈完結編:上層への帰還の果て、彼女の内宇宙に収斂した選択（ユジ）
- Ever Oasis 精霊とタネビトの蜃気楼

2023年
- 共闘ことばRPG コトダマン（本宮大輔）

### ドラマCD
- 最終神話戦争イデアオペラ シリーズ（ニケ）
  - 最終神話戦争イデアオペラ オリジナルドラマCD 第1章 罅割れたミュトス
  - 最終神話戦争イデアオペラ オリジナルドラマCD 第2章 彷徨う冥界の扉
  - 最終神話戦争イデアオペラ オリジナルドラマCD 第3章 輝ける悠遠の女神
- 天正やおよろず（トミ）
- dear（マリアーヌ・クレバート）
- デジモンアドベンチャー02 夏への扉（本宮大輔）
- 悩殺ジャンキー（友人・男）※2005年花とゆめ20号付録
- 鋼の錬金術師 霧のオグターレ（謎の老婆）
- おジャ魔女どれみ17（マジョリン）

### 吹き替え

#### 映画
- アラビアンナイト
- カンフー・カルト・マスター 魔教教主
- クイーン・オブ・エジプト
- クライ・ベイビー
- グローバル・エフェクト
- ジャスト・マリッジ
- スコルピオンの恋まじない
- セシル・B/ザ・シネマ・ウォーズ
- スー・チーのSEX&禅
- S.W.A.T.
- トリック大作戦
- WHO AM I?
- フォルテ
- ミッション・クレオパトラ
- ヤァヤァ・シスターズの聖なる秘密

#### ドラマ
- Lの世界（シェーン・マカチョン〈キャサリン・メーニッヒ〉）
- サード・ウォッチ
- CSI:科学捜査班
- CSI:マイアミ4（キム・ミルズ #9）
- ドリュー・ケリー DE ショー!
- 春のワルツ
- フレンズ
- ボーイ・ミーツ・ワールド

#### アニメ
- ジャスティス・リーグ（スクリュー、ボルカーナ、バットモービル音声）
- ジンジャーの青春日記
- スーパーマン（ボルカーナ / クレア・セルトン）
- ブーンドックス（ヒューイ・フリーマン）
- ライオン・キングのティモンとプンバァ

### 音楽CD
- デジモンアドベンチャー02 ベストパートナー (7) 本宮大輔&ブイモン（2007年7月26日）
- ONE PIECE ニッポン縦断！47クルーズCD in 岩手 EAT WORLD, TAKE ALL（2015年1月28日）
  - 「EAT WORLD, TAKE ALL」（ジュエリー・ボニー）

### ナレーション
- アニマルプラネット
- NNNきょうの出来事
- NEWS ZERO
- ビバ!プリプリッ
- マーサ・スチュワート・リビング

### シリーズ一覧
1. ↑  第1期（2002年）、第2期『ULTIMATE MUSCLE』（2004年）、第3期『ULTIMATE MUSCLE2』（2006年）[7]